# Кохання: Інструкція з використання
«Любов: Інструкція з використання» — кінофільм режисера Джованні Веронезі, що вийшов на екрани в 2011 році.

## Зміст
Три новели оповідають про те, якою буває любов в різні періоди життя і як переплетення доль і життєві випадковості допомагають розібратися в природі людських почуттів. «Молодість» - це історія, молодого амбітного юриста Роберто, якого напередодні свого весілля несподівано засліплює спалах пристрасті до зовсім іншої жінки. У «Зрілості» успішний телеведучий Фабіо, відданий чоловік і дбайливий батько, за збігом дивовижних обставин опиняється в обіймах молодої Еліани. «Після» - історія Адріана, американського професора історії мистецтв, який після розлучення вирішує переїхати до Риму. Він самотній і пригнічений. Єдиний, хто проявляє до Адріана хоч якийсь інтерес - це швейцар Августо. Саме йому Адріан розповідає свою таємницю: сім років тому він переніс складну операцію на серці. Зглянувшись над самотнім Адріаном, Августо приводить його в свій будинок і знайомить зі своєю родиною. Але як тільки Адріан бачить красуню-дочку Августо, він миттєво забуває про шрами на своєму серці.

## У ролях
| Актор                      | Роль            |
| -------------------------- | --------------- |
| Роберт Де Ніро             | Адріан          |
| Моніка Беллуччі            | Віола           |
| Ріккардо Скамарчо          | Роберто         |
| Лаура К'ятті               | Міколь          |
| Мікеле Плачідо             | Августо         |
| Донателла Фінок'яро        | Еліана          |
| Валерія Соларіно           | Сара            |
| Вітторіо Емануеле Пропіціо | таксист Купідон |
| Карло Вердоне              | Фабіо           |
|                            |                 |

## Знімальна група
- Режисер — Джованні Веронезі
- Сценарист — Уго Кіті, Джованні Веронезі
- Продюсер — Луїджі Де Лаурентіїс мол., Ауреліо Де Лаурентіс, Мауріціо Аматі